# الجامع الأموي (الموصل)
الجامع الأموي أو الجامع العتيق أو جامع المصفى هو جامع تاريخي يقع في الموصل وبني إلى جانبه دار الإمارة وكان يعرف بالمسجد كما بنى المسلمون مسجدا آخر فوق تل توبة وهو الذي توسع على مر العصور وصار يعرف بجامع النبي يونس.

## صور الجامع

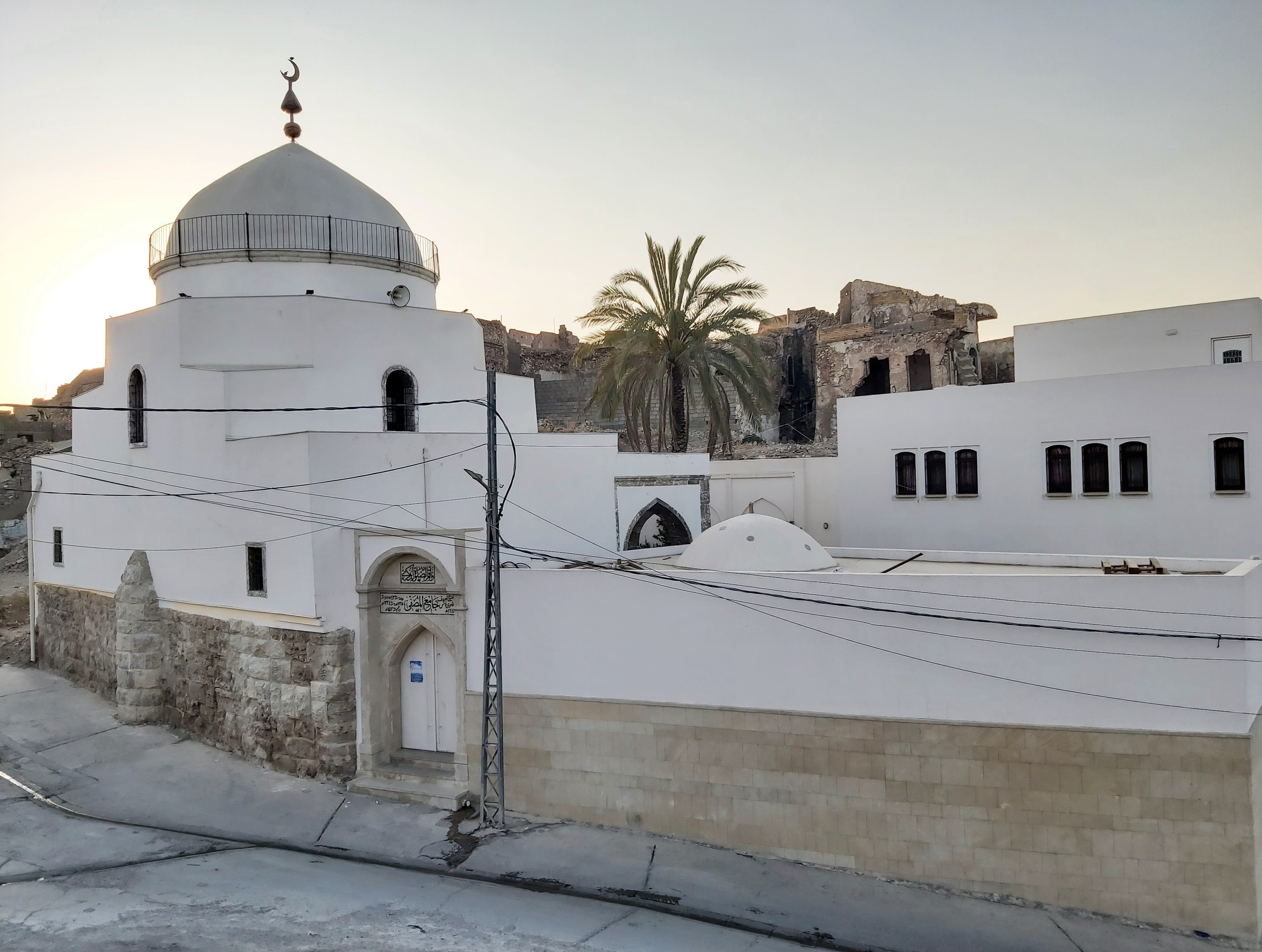
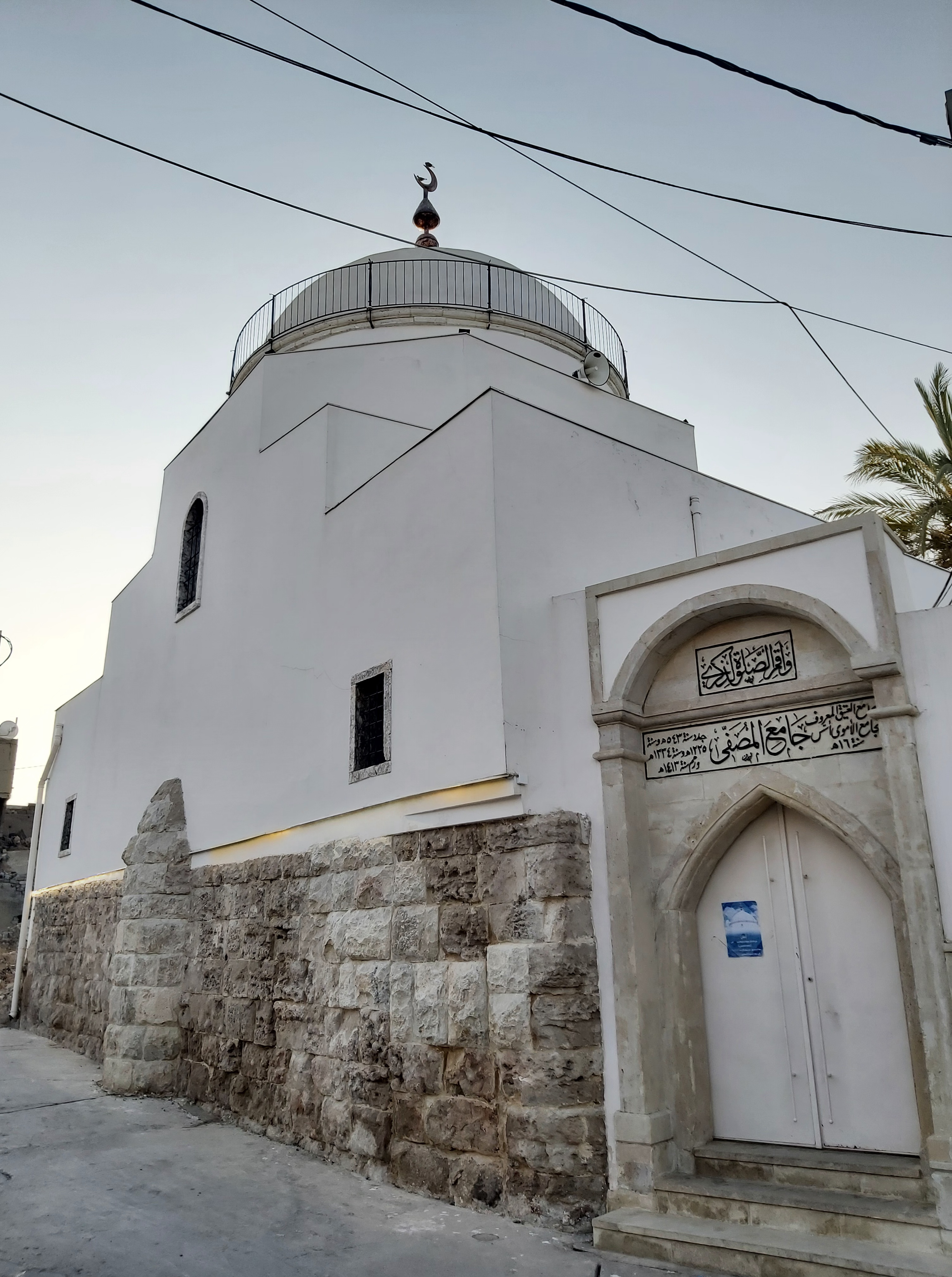
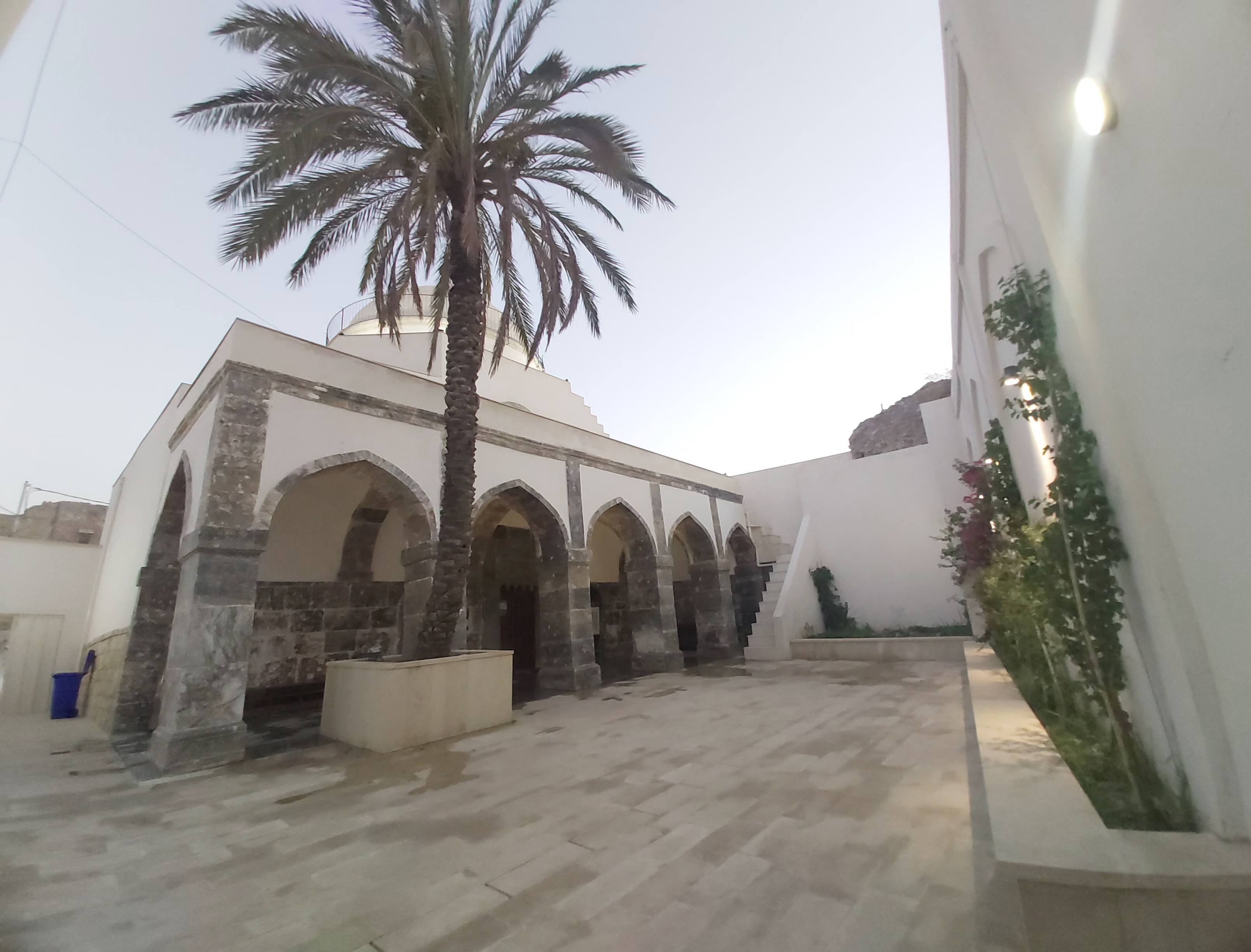
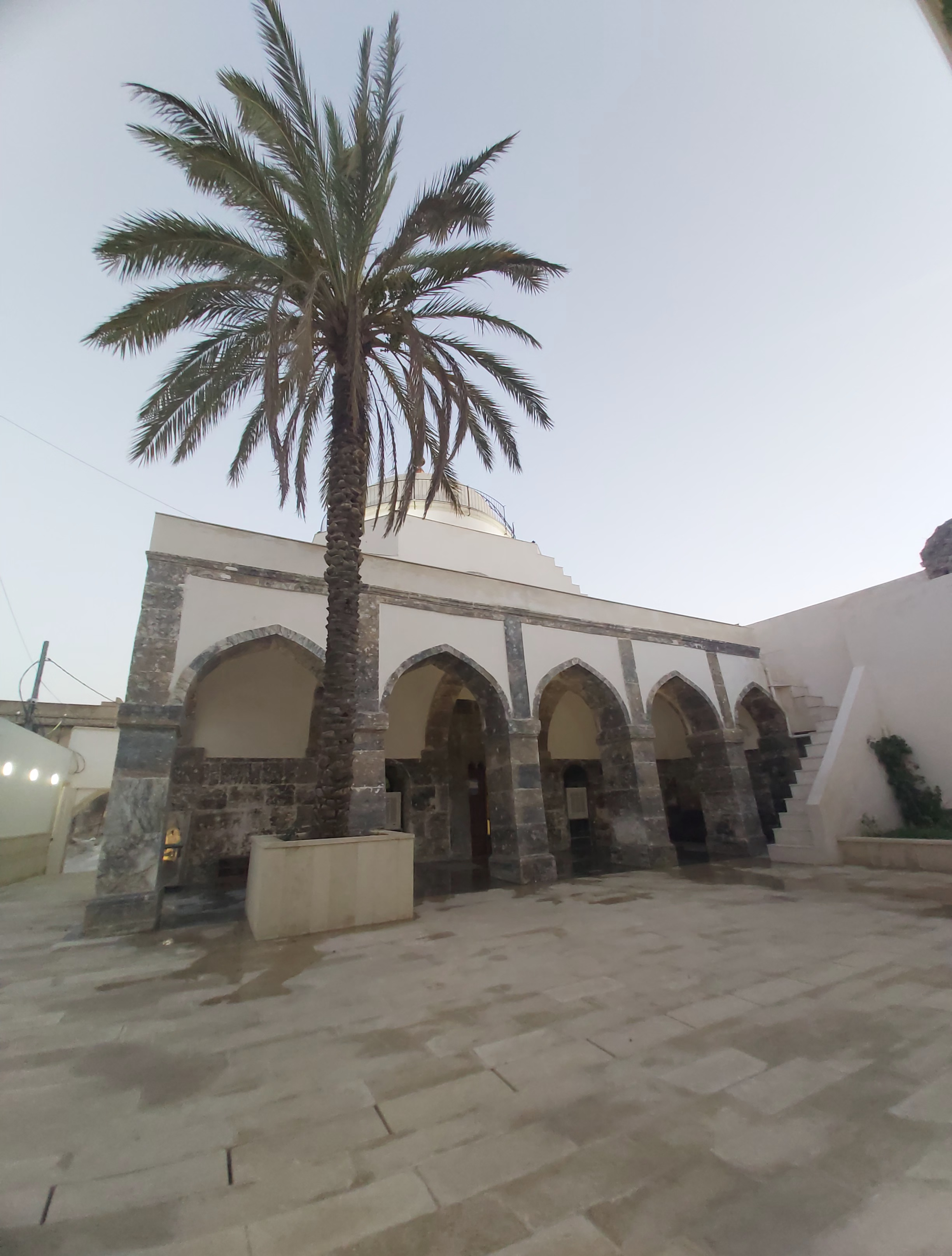
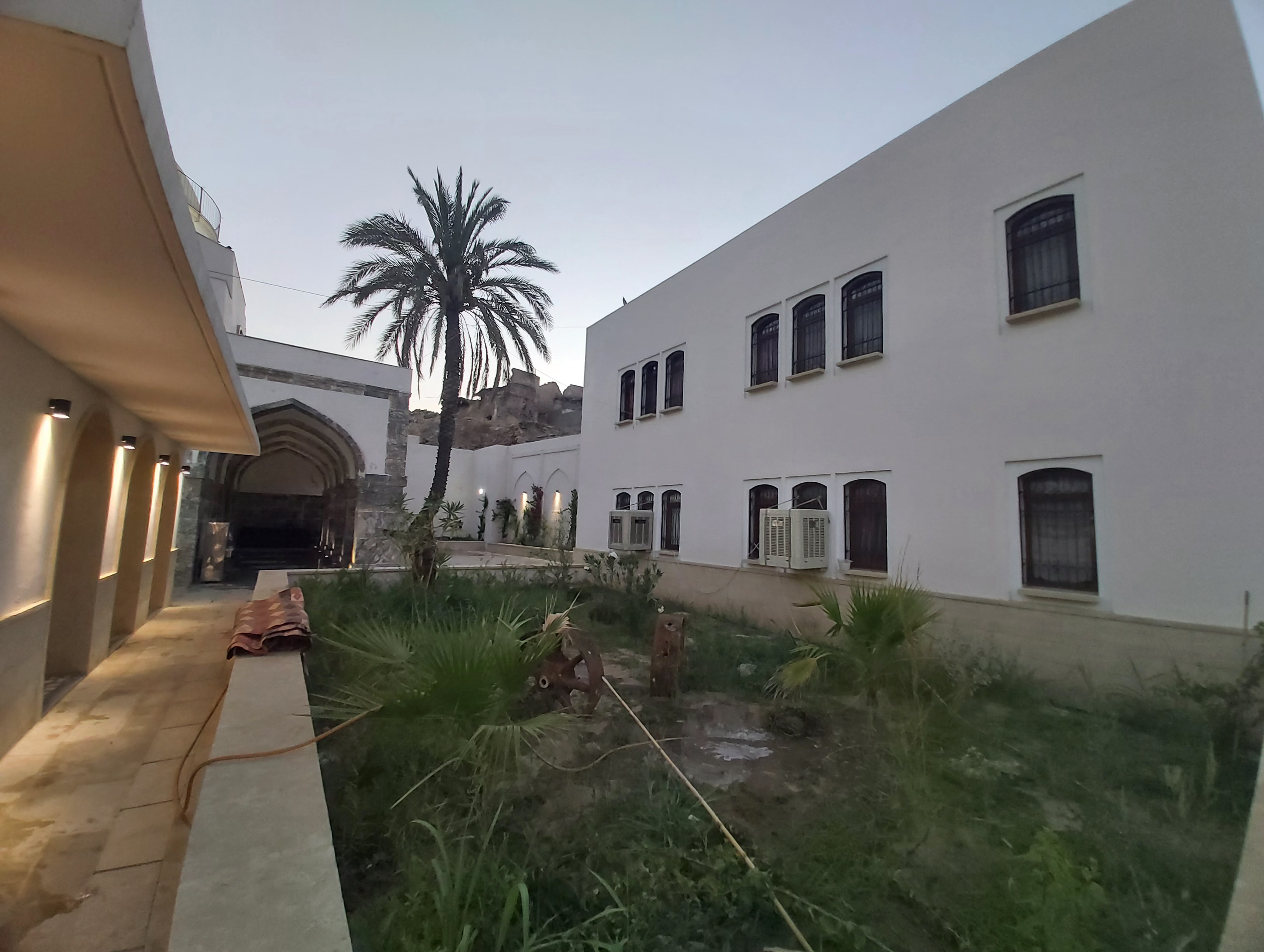
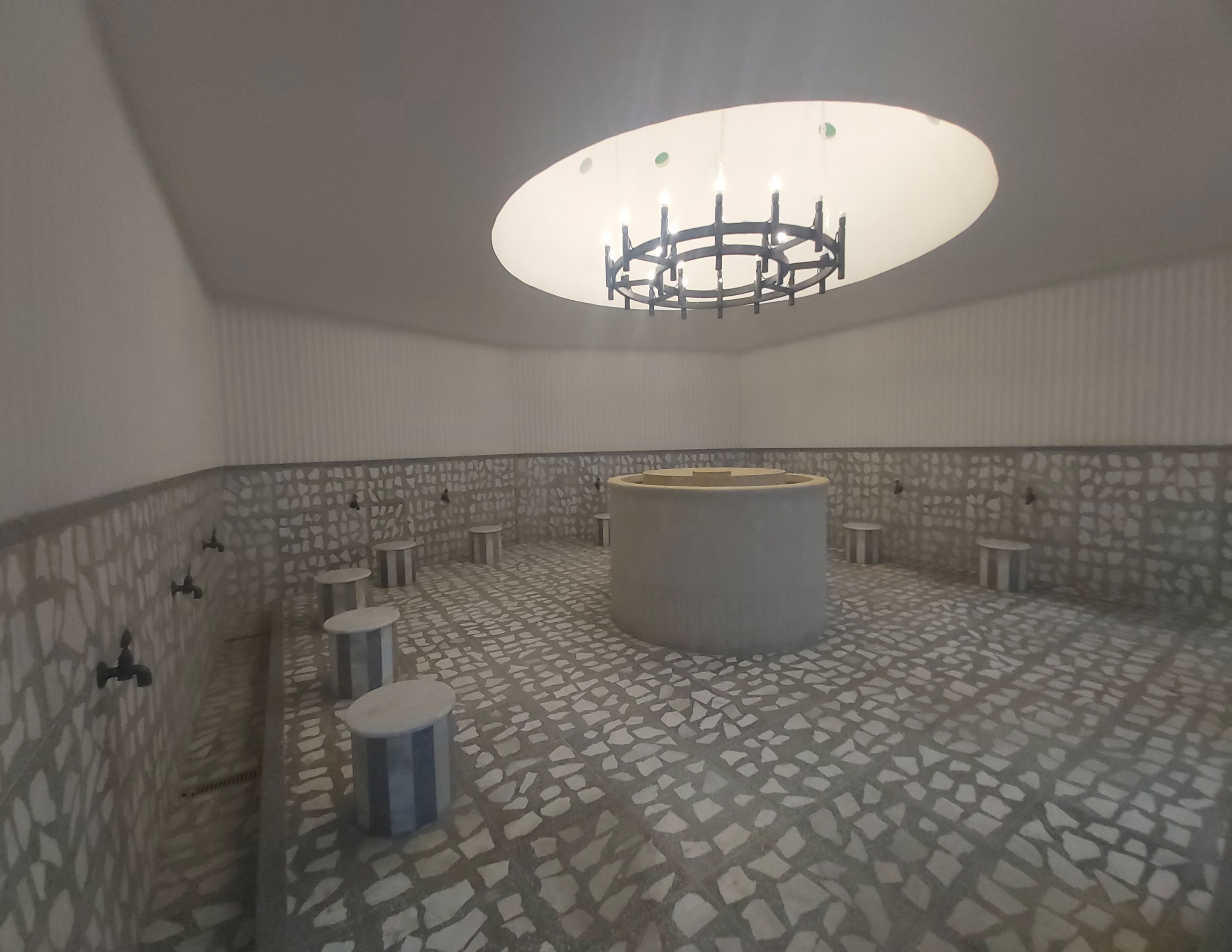
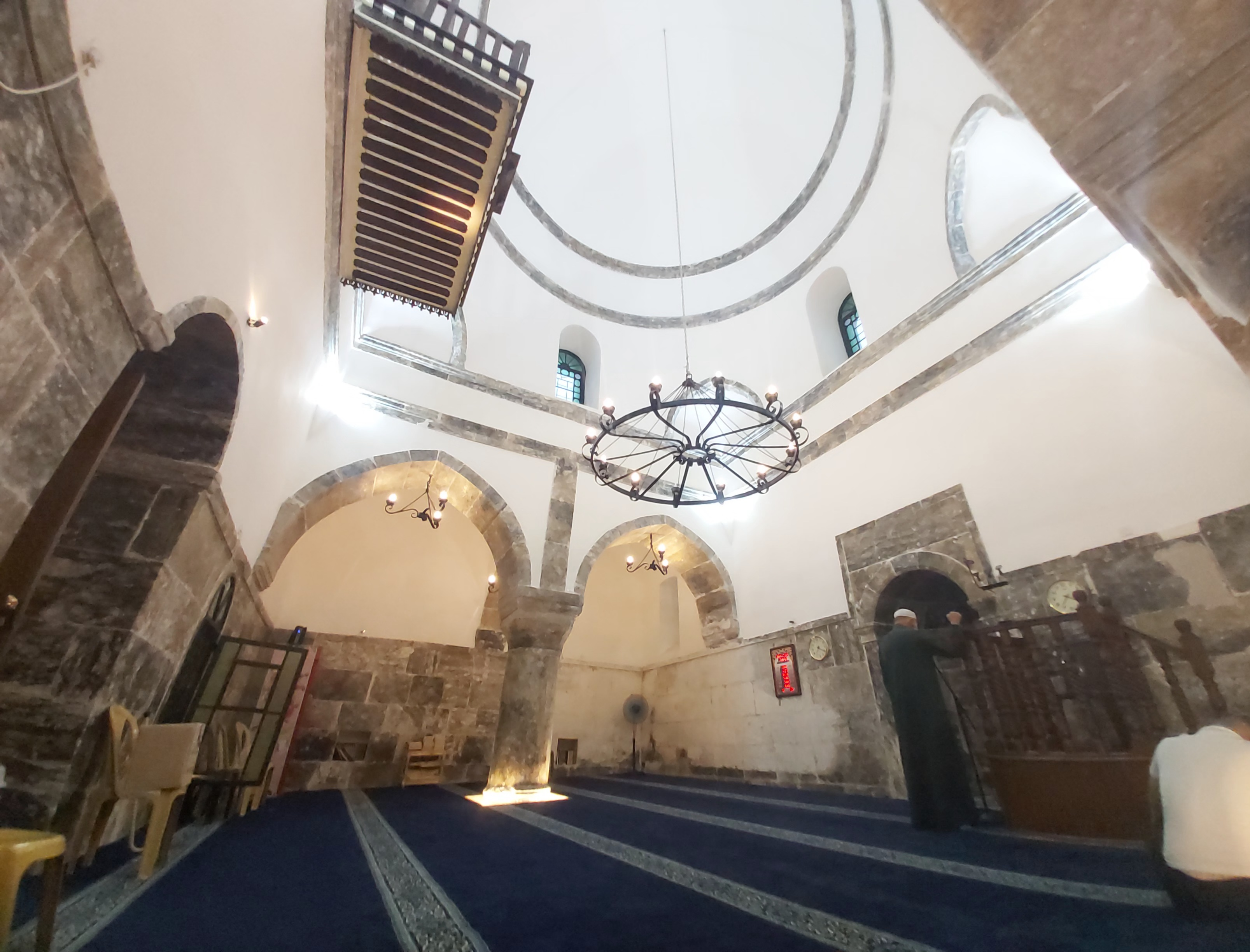
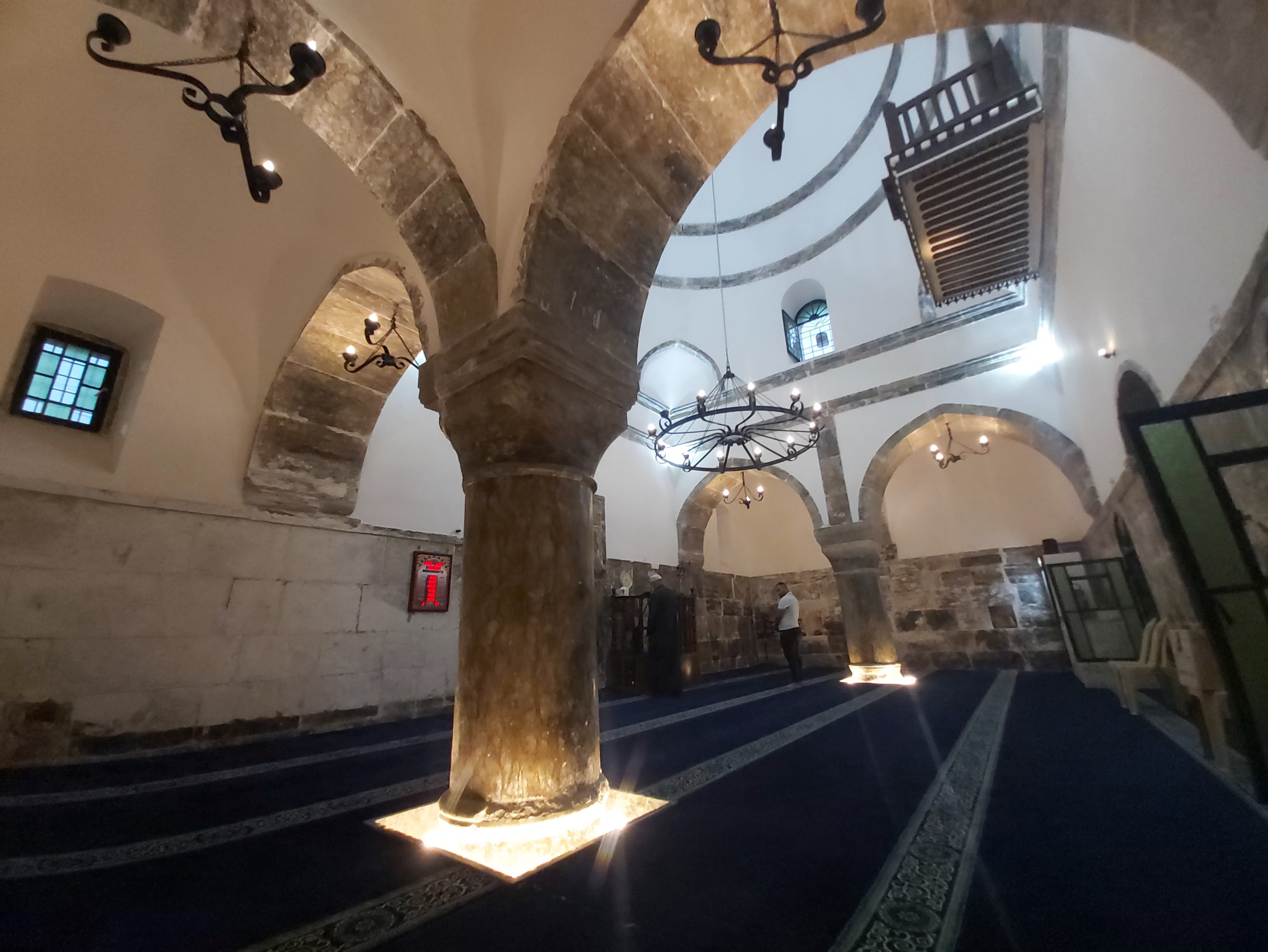
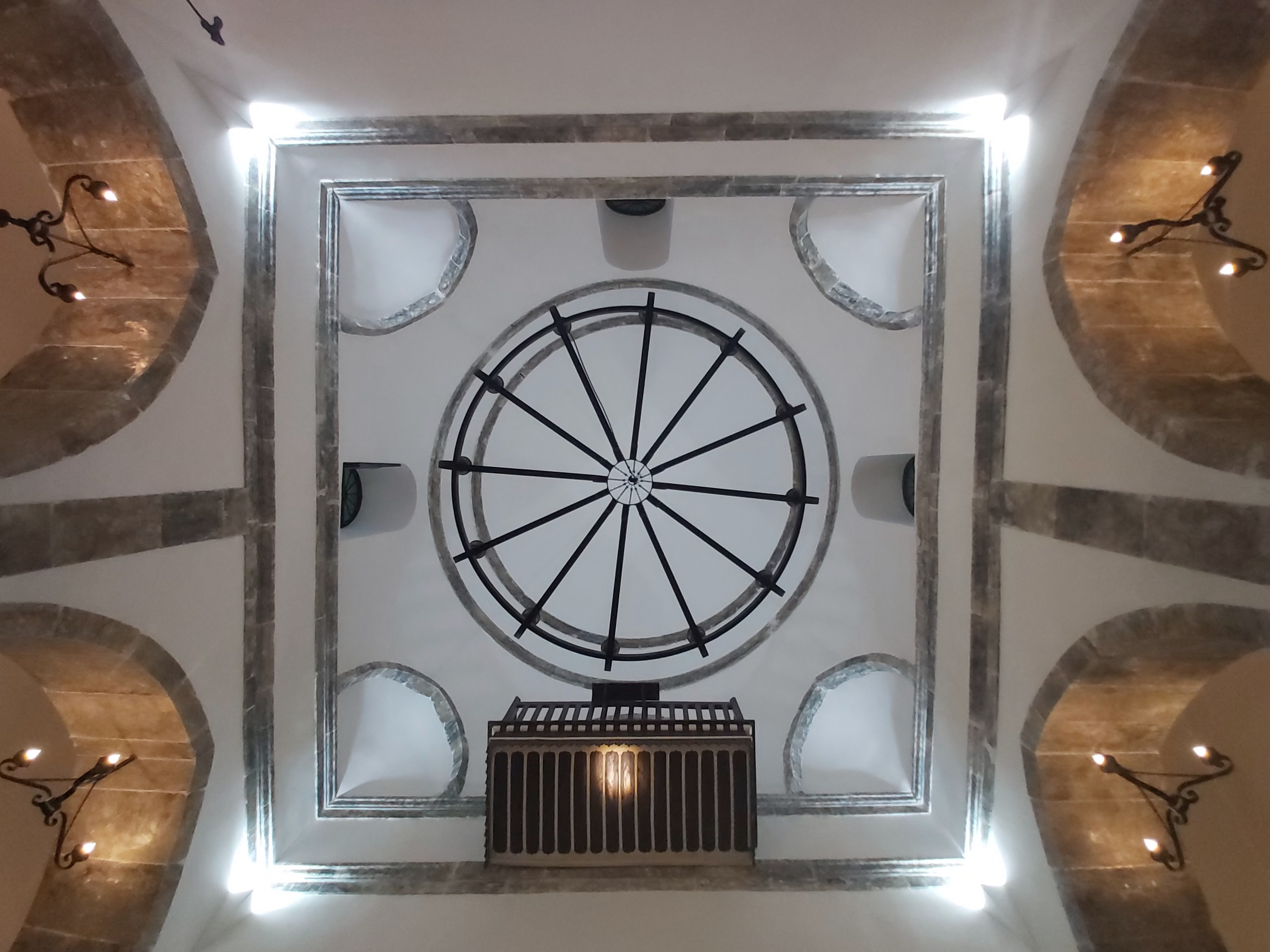
الجامع الأموي (الموصل)

## تاريخ المسجد
بني في عهد عمر بن الخطاب وبناه عرفجة بن هرثمة البارقي وبنى قربه دار الإمارة. وهو أول جامع بني في الموصل بناه عرفجة بن هرثمة البارقي عام 22 هـ الموافق 642 ميلادية، وبنى إلى جنبه دار الإمارة، قال البلاذري: «أن عُمَر بْن الخطاب عزل عتبة عَنِ الموصل وولاها هرثمة بْن عرفجة البارقي وكان بها الحصن وبيع النصارى ومنازل لهم قليلة عند تلك البيع ومحلة اليهود فمصرها هرثمة فأنزل العرب منازلهم واختط لهم ثُمَّ بنى المسجد الجامع». وقال ابن الفقيه الهمداني: «أوّل من اختطّ الموصل وأسكنها العرب، ومصّرها هرثمة بن عرفجة البارقيّ، وكان عمر عزل عتبة عن الموصل وولّاها هرثمة، وكان بها الحصن وبيع النصارى ومنازلهم ومحلّة اليهود، فمصّرها هرثمة ثم بنى المسجد الجامع، ثم بنى بعدها الحديثة، وكانت قرية قديمة فيها بيعتان، فمصّرها، وأسكنها قوما من العرب فسمّيت الحديثة، لأنها بعد الموصل». ثم وسعه مروان بن محمد في العصر الأموي، وفي ذلك يقول مؤرخ الموصل عبد الواحد ذنون طه: «المسجد الجامع: أسس هذا المسجد هرثمة بن عرفجة البارقي، الذي عينه الخليفة عمر بن الخطاب  على الموصل بعد عتبة بن فرقد السلمي. وقد وسعه وأعاد بناءه في العصر الأموي مروان بن محمد، فسمي منذ ذلك الوقات بالجامع الأموي. وكان هذا المسجد ملاصقا لدار الإمارة وحوله الأسواق، التي ربما أنشئت لتكون أوقافاً له».
وفي عام167هـ /784م، أمر الخليفة المهدي عامله موسى بن مصعب بن عمير أن يضيف إلى الجامع الأسواق التي كانت تحيط به فهدمها مصعب مع المطابخ وأضافها إلى الجامع ووسعه. وكانت حالة الجامع غير مرضية في القرن الخامس للهجرة (الحادي عشر الميلادي)، وذلك على عهد الولاة السلاجقة فتداعى بنيانه وترك الناس الصلاة فيه إلا يوم الجمعة. وفي عهد الأتابكيين اهتموا به كما اهتموا بكافة مرافق المدينة وتجديدها فجددوا عمارته عام 543هـ/ 1149م وذلك على يد سيف الدين غازي الأول بن عماد الدين زنكي وكانوا يسمونهُ الجامع العتيق تمييزاً لهُ عن الجامع الجديد -الجامع النوري- واهتم الأتابكيون بتزيينه وزخرفته. والجامع في الوقت الحاضر صغير تقام به صلاة الجمعة، وقد اتخذ قسم كبير من فنائه مقابر عامة وتسمى مقبرة الصحراء وكانت تسمى مقبرة الجامع العتيق. ويظهر إن الأتابكيين لم يجددوا كل أقسام المسجد بل اقتصروا على تجديد قسم منهُ ويستدل من كتابات مكتوبة على المحراب الذي كان فيهِ أنه عمر في عام 543هـ، ومع ذلك كان يعتبر من الجوامع الكبيرة في العالم الإسلامي حيث قال عنهُ الهروي المتوفي عام 611هـ، عند كلامهِ عن الموصل ومساجدها: (وجامعها العتيق -الأموي- لا يخلو من الأبدال ومن ولي لله يقيم فيهِ).

## الجامع بعد سقوطالدولة العباسية
بعد منتصف القرن السابع للهجرة، داهم الموصل مصائب وويلات عدة كانت أولاها على يد المغول سنة 660هـ، فهدموا كثيرا من أحياء المدينة ومعابدها ودمروا سورها وقلعتها، وأصبح الجامع الأموي مهجوراً وبعيداً عن العمارة ولا يصلى بهِ أحد، فتداعى بنيانهُ وسقطت أقسامهُ على مر الزمن. ثم اتخذ فيهِ بعض المنقطعين من زهاد المتصوفة زوايا يسكنون بها، وأصبح المسجد عبارة عن كومة أنقاض.

## عهدالدولة العثمانية
في عهد الدولة العثمانية صار الجامع بعيداً عن العمران، وبعد أن أستولى العثمانيون على الموصل، وأستتب حكمهم فيها تراجع الناس إلى منطقتهِ وسكنوا محلاتها، ومنها الأرض التي قربه والتي عمرها الكوازين، وبنوا فيها دوراً للسكن عرفت فيما بعد بمحلة الكوازين، ولم تزل تعرف بذلك لحد الآن. حيث بنى الكوازين بيوتهم على أرض الجامع فسعى أحد المحسنين المسمى ألياس بك بعمارة مصلى صغير في الجامع وأحاطهُ بفناء من أرض الجامع وصار يعرف بجامع الكوازين، نسبة إلى المحلة التي بنيت حوله. في عام 1225هـ هدم الجامع وجدد بناؤهُ من قبل الحاج محمد مصفي الذهب وصار الجامع يعرف بجامع المصفي، ولم يزل يعرف بهذا الأسم حالياً.

## الجامع فيالقرن العشرين
وفي عام 1334هـ جددت عمارة الجامع مديرية الأوقاف العامة، وأعادت بناء بعض الأحجار المكتوبة والأبواب الرخامية التي كان قد بناها ووضعها الحاج محمد مصفي الذهب، ولم يزل الجامع يعاد ترميمه وبنيانهُ وهو بحالة جيدة، وتقام فيه صلاة الجمعة والصلوات الخمس المكتوبة، ولكنهُ أصغر مساحة مما كان عليهِ في عهد الدولة العباسية.